# Arbalète (1903)
Arbalète – francuski niszczyciel z początku XX w i okresu I wojny światowej, typu Arquebuse.
Brał udział w ostrzale Gazy 16 kwietnia 1917, a później w 1917 dwukrotnie nieskutecznie atakował okręt podwodny SM UC-74. Niszczyciel przetrwał wojnę. Został skreślony z listy floty 21 czerwca 1920 roku, a sprzedany na złom 10 maja 1921.